# Per Schreiner
Per Schreiner (född 8 oktober 1965) är en norsk dramatiker. Han har skrivit manus till kortfilmer, radioteater och spelfilm. Han har deltagit många gånger på Cannesfestivalen med sina filmer, senast 2006 med Den brysomme mannen. 
2004 mottog han Ibsenprisen för sin radiopjäs Den brysomme mannen. En annan av hans radiopjäser, Tilbake til Tuengen allé, vann i oktober 2004 Prix Europa Radio France-prisen för radiodramatik under Prix Europa 2005 i Berlin.
2006 mottog han Amandaprisen för manuset till Den brysomme mannen. 
Schreiners dramatik kännetecknas av en underfundig, lätt absurd stil, med korta repliker och svart humor.

## Verkförteckning
- Stopp (kortfilm, 1999)
- Døren som ikke smakk (kortfilm, 1999)
- 34 november (kortfilm, 2000)
- Gamle venner (kortfilm, 2000)
- Hver søndag hos mor (kortfilm, 2000)
- 1–6 (kortfilm, 2000)
- Naturlige briller (kortfilm, 2001)
- Monster, Morgenstemning, Om vennskap och Samaritanen (kortfilmer, regi av Eva Sørhaug, 2001)
- Folk flest bor i Kina, novellfilmer, avsnitten «Dressmann» (Høyre) och «Heimat» (Senterpartiet) (2002)
- Dykk (kortfilm, 2002)
- God jul (kortfilm, 2002)
- Siste hus (kortfilm, 2002)
- Etter leggetid (kortfilm, 2004)
- Den brysomme mannen (radioteater 2003 och spelfilm 2006)
- Plutselig (radioteater, NRK radioteatret, P2-teatret, 26 september 2004)
- Tilbake til Tuengen allé (radioteater, NRK radioteatret, P2-teatret, 4 september 2005)

## Priser och utmärkelser
- Ibsenpriset 2004